# Fiat Phylla

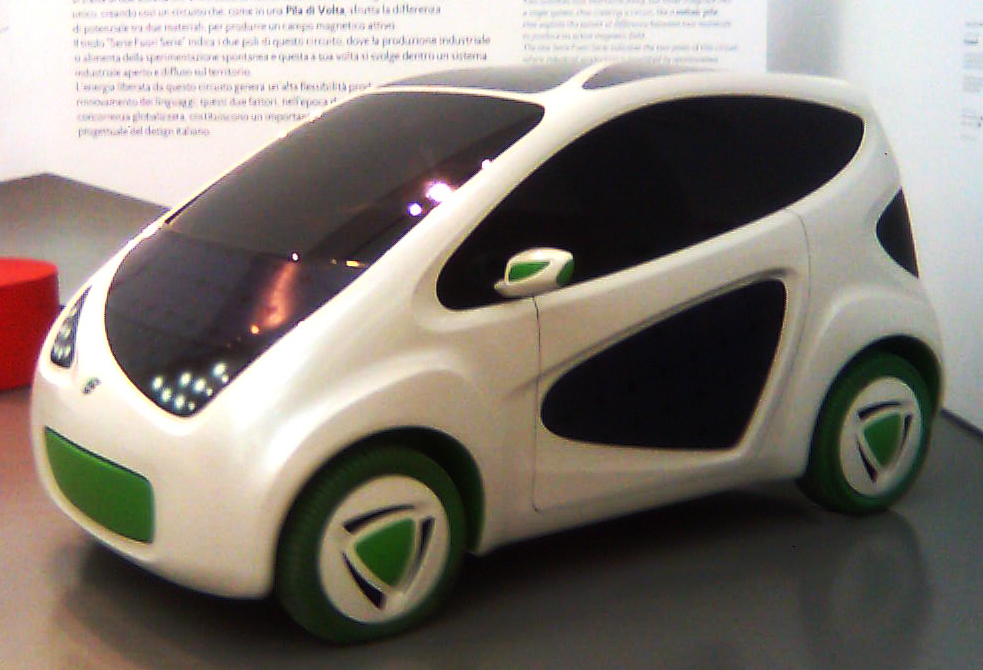
Fiat Phylla en el Triennale Design Museum (Milán), 2009.

El Fiat Phylla es un concept car de vehículo urbano presentado en 2008 por el fabricante de automóviles italiano Fiat . El proyecto original era que  se convirtiera en un automóvil de producción en 2010, aunque no pasó de la fase. El nombre Phylla significa "hojas" en griego antiguo.

## Características
El Phylla  funciona con una celda de combustible de hidrógeno de 1kW y viene equipado con 340W de celdas solares fotovoltaicas. El vehículo está fabricado de una mezcla de aluminio y bioplásticos . El vehículo está proyectado para, con sus  2.995 mm de longitud, llevar a de cuatro plazas.